# Buławinka czerwona

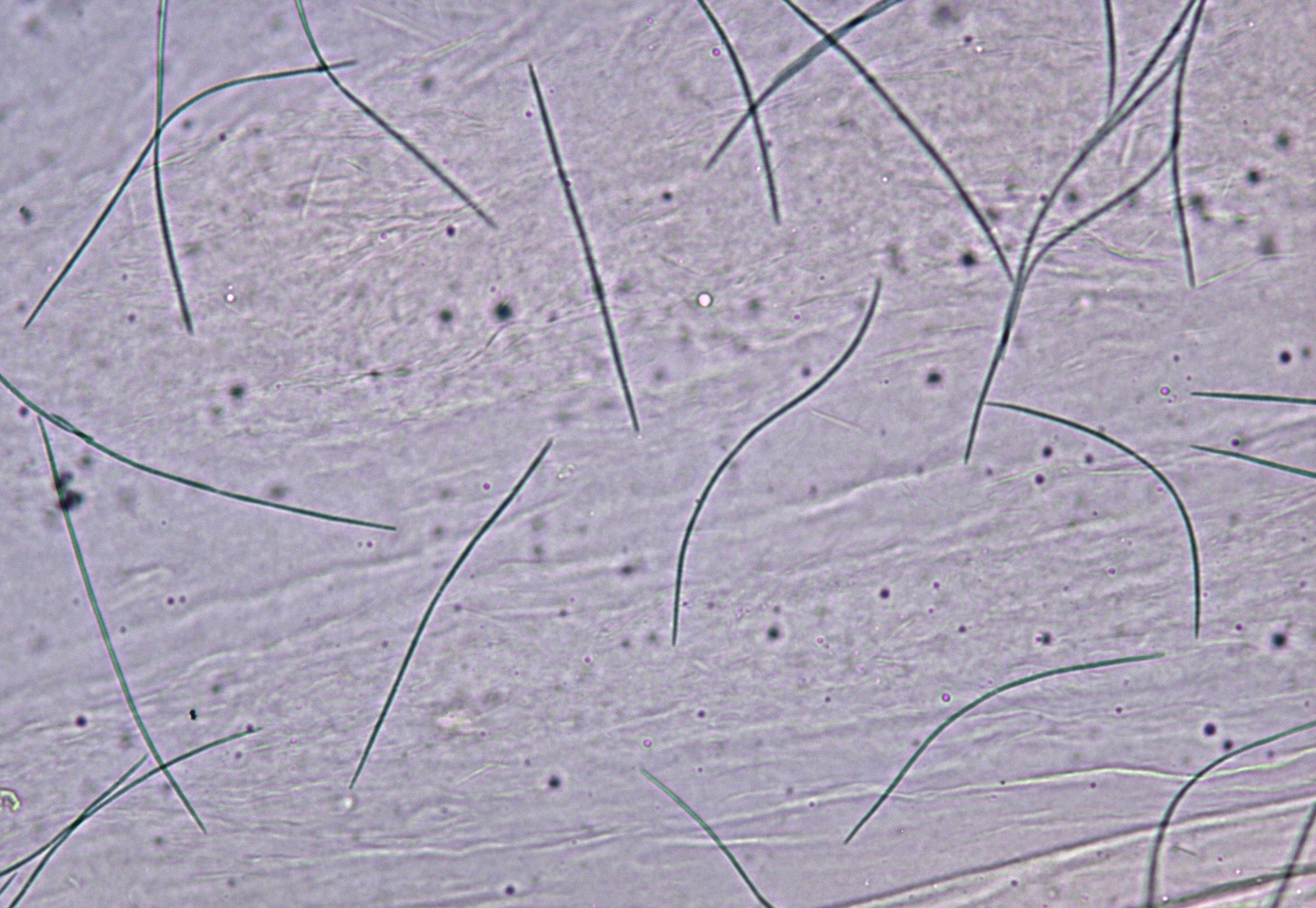
Askospory buławinki czerwonej

Buławinka czerwona, buławinka drobnogłówkowa (Claviceps purpurea (Fr.) Tul.) – gatunek grzybów należący do rodziny buławinkowatych (Clavicipitaceae).

## Systematyka i nazewnictwo
Pozycja w klasyfikacji według Index Fungorum: Claviceps, Clavicipitaceae, Hypocreales, Hypocreomycetidae, Sordariomycetes, Pezizomycotina, Ascomycota, Fungi.
Po raz pierwszy takson ten opisał w 1823 r. Elias Fries nadając mu nazwę Sphaera purpurea, do rodzaju Claviceps przeniósł go Louis René Tulasne w 1853 r.
Synonimów ma około 20. Niektóre z nich:
- Claviceps microcephala (Wallr.) Tul. 1853
- Claviceps purpurea var. agropyri Tanda 1981
- Claviceps purpurea var. purpurea (Fr.) Tul. 1853
- Claviceps purpurea var. spartinae R.A. Duncan & J.F. White 2002
- Cordyceps microcephala (Wallr.) Berk. & Broome
- Cordyceps purpurea (Fr.) Berk.
- Kentrosporium microcephalum Wallr
- Pseudocenangium purpureum (Fr.) A. Knapp
- Sclerotium clavus DC. 1815
- Sphacelia segetum Lév. Paryż 1827
- Sphaeria purpurea Fr. Lund 1823[2].

W 2025 r. Komisja ds. Polskiego Nazewnictwa Grzybów Polskiego Towarzystwa Mykologicznego zarekomendowała nazwę buławinka drobnogłówkowa dla synonimu Claviceps microcephala (Wallr.) Tul.

## Morfologia i rozmnażanie
Przetrwalniki buławinki czerwonej o nazwie sporysz przy sprzyjającej pogodzie kiełkują w glebie i wyrastają z nich nitkowate twory zakończone czerwoną główką o średnicy 2–3 mm. Są to podkładki z butelkowatymi perytecjami, w których powstają zarodniki płciowe – askospory. W okresie kwitnienia askospory są wyrzucane z worków. Rozwijają się dalej jeśli trafią na znamiona słupków roślin (głównie zbóż i traw) dokonując ich infekcji pierwotnej. Na znamieniu słupka askospory kiełkują nie tworząc przycistki, lecz wraz z łagiewką pyłkową wrastają do zalążni. Wewnątrz słupka rozrasta się grzybnia buławinki wypełniając go całkowicie splecioną masą strzępek tworzących bezpłciowo zarodniki konidialne. Z kłosów porażonej rośliny wydzielany jest jednocześnie słodki sok przywabiający owady, które przenoszą konidia i rozprzestrzeniają grzyba. Konidia dokonują infekcji wtórnych. Ich wytwarzanie trwa około 2 tygodni. Po tym czasie ustaje wydzielanie słodkiego nektaru z kwiatów i grzybnia zaczyna tworzyć przetrwalniki (sporysz). Mają kształt długich, purpurowoczarnych rożków i zachowują żywotność przez okres do 3 lat. Mogą zimować w ziemi wraz z resztkami pożniwnymi, lub dostać się do niej wraz z materiałem siewnym.

## Znaczenie
- Grzyb ten jest pasożytem, sprawcą choroby zwanej sporyszem zbóż i traw. W przeszłości zakażenia zbóż buławinką czerwoną były przyczyną znacznych strat ekonomicznych i zatruć. Obecnie choroba ta wyrządza szkody głównie w uprawie żyta heterozyjnego[4].
- Sporysz zawiera wiele alkaloidów – ergotaminę, ergometrynę, ergozynę i inne[4][6]. Dawniej był uznawany za roślinę leczniczą (grzyby wówczas zaliczano do roślin) i używano go do usunięcia zatrzymanego łożyska, do tamowania krwotoków z dróg rodnych[6], leczenia nowotworów (np. guza włóknistego macicy)[6] oraz do usuwania ciąży[7][6].
- Sporysz jest wykorzystywany do produkcji niektórych leków. W tym celu wyhodowano szczepy buławinki czerwonej charakteryzujące się zawartością dużej ilości alkaloidów w sporyszu[4]. Opracowano też szereg półsyntetycznych pochodnych o bardziej wybiórczym działaniu na receptory, np. dihydroergotaminę[6].
- Albert Hofmann wyizolował ze sporyszu związki chemiczne (kwas lizergowy[6]) do produkcji LSD[8].